# James Weldon Johnson
Pour les articles homonymes, voir James Johnson et Johnson.
James Weldon Johnson (17 juin 1871 – 26 juin 1938) est un écrivain, diplomate et poète américain. Militant du mouvement américain des droits civiques, il fut l'un des leaders de la National Association for the Advancement of Colored People (NAACP) et l'une des principales personnalités de la Renaissance de Harlem. Il fut également le premier professeur afro-américain de l'université de New York.

## Biographie

### Jeunesse et formation
James Weldon Johnson naît à Jacksonville en Floride. Son père, James Johnson, est maître d'hôtel et sa mère, Helen Louise Dillet, est institutrice à l'école Stanton, un établissement scolaire ségrégué. Il étudie à l'université d'Atlanta (aujourd'hui Clark Atlanta University (en)) jusqu'en 1894,.  

### Carrière
Il dirige la Stanton College Preparatory School, à Jacksonville, jusqu'en 1906. Il étudie le droit et est admis au barreau de Floride en 1898. Ensuite, il s'installe à New York et est nommé consul des États-Unis au Venezuela puis au Nicaragua entre 1906 et 1913. Il se fait connaître en publiant des poèmes dans le Century Magazine et The Independent. L'anthologie de poésie The Book of American Negro Poetry, qui regroupe trente-et-un poètes, est publiée en 1922. 
En 1919 il participe à la National Conference on Lynching (Conférence nationale sur le lynchage) qui avait pour but de faire pression sur le Congrès pour qu'il adopte un projet de loi anti-lynchage, le Dyer Anti-Lynching Bill (en).
Johnson est secrétaire général de la NAACP de 1920 à 1931. En 1920, année d'élection présidentielle, il se rend en Haïti pour étudier l'occupation du pays par les États-Unis. À son retour, il fait état de ses recherches dans une série de quatre articles intitulée Self-Determining Haiti publiés dans la revue The Nation.

### Vie personnelle
En 1910, il épouse Grace Nail.
Il meurt en 1938 à Wiscasset, lorsque sa voiture heurte un train. Ses funérailles à Harlem réunissent plusieurs milliers de personnes.

## Œuvres

### Poésie
- Fifty Years And Other Poems, Kessinger Publishing, 1921 [1917], rééd. 2007, 116 p. (ISBN 9780548577479, lire en ligne),
- God's Trombones: Seven Negro Sermons in Verse, New York, Penguin Books, 1 janvier 1927, rééd.1 février 1990, 84 p. (ISBN 9780140184037, lire en ligne),
- (en) Saint Peter Relates an Incident: Selected Poems, 1935
- Lift Every Voice and Sing, New York, Scholastic, 1970, rééd. 1995, 36 p. (ISBN 9780590469821, lire en ligne),
- Complete Poems, New York, Penguin Classics, 1er octobre 2000, 240 p. (ISBN 9780141185453, lire en ligne),

### Essais, anthologies, autobiographie
- The Autobiography of an Ex-Colored Man, New York, Penguin Books, 1912, rééd. 1990, 196 p. (ISBN 9780140184020, lire en ligne),
- Self-determining Haiti (Articles publiés par The Nation), New York (réimpr. 2015) (1re éd. 1920), 48 p. (ISBN 9781515029779, lire en ligne),
- The Book of American Negro poetry, San Diego, Harcourt Brace Jovanovich, 1922, rééd. 1983, 316 p. (ISBN 9780156135399, lire en ligne),
- (en) The Book of Negro Spirituals, 1925
- (en) The Second Book of Negro Spirituals, 1926
- Native African races and culture, Charlottesville, Virginie, Johns Hopkins University, 1927, 36 p. (OCLC 6075781, lire en ligne),
- Black Manhattan, New York, Da Capo Press, 30 novembre 1929, rééd. 21 mars 1991, 354 p. (ISBN 9780306804311, lire en ligne),
- Along This Way: The Autobiography of James Weldon Johnson, New York (réimpr. 14 janvier 2000, Da Capo Press) (1re éd. 1933, The Viking press), 450 p. (ISBN 9780306809293, lire en ligne),
- Negro Americans, What Now?, New York, Viking Press / Forgotten Books, 1938, rééd 10 novembre 2018, 120 p. (ISBN 9781397189868, lire en ligne),
- The Book Of American Negro Poetry, New York, Harcourt, Brace & World, 1959, rééd. 1983 et 2020, 316 p. (ISBN 9780156135399, lire en ligne),
- I'll Make Me a World: James Weldon Johnson's Story of the Creation, Kansas City, Hallmark Cards, 28 janvier 1972, 64 p. (ISBN 9780875293134, lire en ligne),
- The Creation  (ill. James E. Ransome), New York, Holiday House, 1994, 40 p. (ISBN 9780823412075, lire en ligne),
- James Weldon Johnson & Sondra Kathryn Wilson, The Selected Writings of James Weldon Johnson Volume I the New York Age Editorials, New York, Oxford University Press, USA, 18 mai 1995, 336 p. (ISBN 9780195076448),
- Sondra Kathryn Wilson, The Selected Writings of James Weldon Johnson: Volume II: Social, Political, and Literary Essays, New York, Oxford University Press, USA, 18 mai 1995, 480 p. (ISBN 9780195076455, lire en ligne),

### Chanson
- Dem Bones

## Pour approfondir

#### Notices dans des encyclopédies et manuels de références
- (en-US) John A. Garraty (dir.) et Mark C. Carnes (dir.), American National Biography, vol. 12 : Jeremiah - Kurtz, New York, Oxford University Press, USA, 1999, 955 p. (ISBN 9780195127911, lire en ligne), p. 89-90,

#### Essais et biographies
- (en-US) Ophelia Settle Egypt (ill. Moneta Barnett), James Weldon Johnson, New York, Crowell, 28 mars 1974, 56 p. (ISBN 9780690002157, lire en ligne),
- (en-US) Robert E. Fleming, James Weldon Johnson, Boston, Twayne Publishers, 1er janvier 1987, 152 p. (ISBN 9780805774917, lire en ligne),
- (en-US) Jane Tolbert-Rouchaleau, James Weldon Johnson, New York, Chelsea House Publications, janvier 1988, rééd. 1 avril 1999, 116 p. (ISBN 9781555465964, lire en ligne),

#### Articles anglophones
- Estelle Gillman, « James Weldon Johnson », Negro History Bulletin, vol. 5, no 2,‎ novembre 1941, p. 46-47 (2 pages) (lire en ligne ),
- Arna Bontemps, « The James Weldon Johnson Memorial Collection of Negro Arts and Letters », The Yale University Library Gazette, vol. 18, no 2,‎ octobre 1943, p. 19-26 (9 pages) (lire en ligne ),
- Eugenia W. Collier, « James Weldon Johnson: Mirror of Change », Phylon (1960-), vol. 21, no 4,‎ 1960, p. 351-359 (9 pages) (lire en ligne ),
- Lois Miller, « And God Said, "That's Good": An Analysis of James Weldon Johnson's "The Creation" », The English Journal, vol. 52, no 8,‎ novembre 1963, p. 644-646 (3 pages) (lire en ligne ),
- Lynn Adelman, « A Study of James Weldon Johnson », The Journal of Negro History, vol. 52, no 2,‎ avril 1967, p. 128-145 (18 pages) (lire en ligne ),
- Miles M. Jackson, « Letters to a Friend: Correspondence from James Weldon Johnson to George A. Towns », Phylon (1960-), vol. 29, no 2,‎ second trimestre 1968, p. 182-198 (17 pages) (lire en ligne ),
- Clarence A. Bacote, « James Weldon Johnson and Atlanta University », Phylon (1960-), vol. 32, no 4,‎ quatrième trimestre 1971, p. 333-343 (11 pages) (lire en ligne ),
- Wendell Phillips Whalum, « James Weldon Johnson's Theories and Performance Practices of Afro-American Folksong », Phylon (1960-), vol. 32, no 4,‎ quatrième trimestre 1971, p. 383-395 (13 pages) (lire en ligne ),
- Richard A. Carroll, « Black Racial Spirit: An Analysis of James Weldon Johnson's Critical Perspective », Phylon (1960-), vol. 32, no 4,‎ quatrième trimestre 1971, p. 344-364 (21 pages) (lire en ligne ),
- Rayford W. Logan, « James Weldon Johnson and Haiti », Phylon (1960-), vol. 32, no 4,‎ quatrième trimestre 1971, p. 396-402 (7 pages) (lire en ligne ),
- Saunders Redding, « James Weldon Johnson and the Pastoral Tradition », The Mississippi Quarterly, vol. 28, no 4,‎ 1975, p. 417-421 (5 pages) (lire en ligne ),
- Ladell Payne, « Themes and Cadences: James Weldon Johnson's Novel », The Southern Literary Journal, vol. 11, no 2,‎ printemps 1979, p. 43-55 (13 pages) (lire en ligne ),
- Joseph T. Skerrett, Jr., « Irony and Symbolic Action in James Weldon Johnson's The Autobiography of an Ex-Coloured Man », American Quarterly, vol. 32, no 5,‎ hiver 1980, p. 540-558 (19 pages) (lire en ligne ),
- Bernard Eisenberg, « Only for the Bourgeois? James Weldon Johnson and the NAACP, 1916-1930 », Phylon (1960-), vol. 43, no 2,‎ second trimestre 1982, p. 110-124 (15 pages) (lire en ligne ),
- William E. Gibbs, « James Weldon Johnson: A Black Perspective on "Big Stick" Diplomacy », Diplomatic History, vol. 8, no 4,‎ 1984, p. 329-347 (19 pages) (lire en ligne ),
- Julian Mason, « James Weldon Johnson : a Southern Writer Resists the South », CLA Journal, vol. 31, no 2,‎ décembre 1987, p. 154-169 (16 pages) (lire en ligne ),
- James Robert Saunders, « The Dilemma of Double Identity : James Weldon Johnson's Artistic Acknowledgement », The Langston Hughes Review, vol. 8, nos 1/2,‎ printemps 1989, p. 68-75 (8 pages) (lire en ligne ),
- Lawrence J. Oliver et Terri L. Walker, « James Weldon Johnson's "New York Age" Essays on "The Birth of a Nation" and the "Southern Oligarchy" », South Central Review, vol. 10, no 4,‎ hiver 1993, p. 1-17 (17 pages) (lire en ligne ),
- Donald C. Goellnicht, « Passing as Autobiography: James Weldon Johnson's The Autobiography of an Ex-Coloured Man », African American Review, vol. 30, no 1,‎ printemps 1996, p. 17-33 (17 pages) (lire en ligne ),
- Lawrence J. Oliver, « Writing from the Right during the "Red Decade": Thomas Dixon's Attack on W. E. B. DuBois and James Weldon Johnson in The Flaming Sword », American Literature, vol. 70, no 1,‎ mars 1998, p. 131-152 (22 pages) (lire en ligne ),
- Salim Washington, « Of Black Bards, Known and Unknown: Music as Racial Metaphor in James Weldon Johnson's "The Autobiography of an Ex-Colored Man" », Callaloo, vol. 25, no 1,‎ hiver 2002, p. 233-256 (24 pages) (lire en ligne ),
- Thomas L. Morgan, « The City as Refuge: Constructing Urban Blackness in Paul Laurence Dunbar's "The Sport of the Gods" and James Weldon Johnson's "The Autobiography of an Ex-Colored Man" », African American Review, vol. 38, no 2,‎ été 2004, p. 213-237 (25 pages) (lire en ligne ),
- Noelle Morrisette, « "Past Performances" of the Negro: James Weldon Johnson's "Black Manhattan" », Obsidian III, vol. 5, no 2,‎ hiver 2004, p. 151-168 (18 pages) (lire en ligne ),
- Michael Nowlin, « James Weldon Johnson's "Black Manhattan" and the Kingdom of American Culture », African American Review, vol. 39, no 3,‎ 2005, p. 315-325 (11 pages) (lire en ligne ),
- Katherine Biers, « Syncope Fever: James Weldon Johnson and the Black Phonographic Voice », Representation, vol. 96, no 1,‎ 2006, p. 99-125 (27 pages) (lire en ligne ),
- Etsuko Taketani, « The Cartography of the Black Pacific: James Weldon Johnson's "Along This Way" », American Quarterly, vol. 59, no 1,‎ mars 2007, p. 79-106 (28 pages) (lire en ligne ),
- Brian Russell Roberts, « Passing into Diplomacy : U.S. Consu James Weldon Johnson and "The  Autobiography of an Ex-Colored Man" », Modern Fiction Studies, vol. 56, no 2,‎ été 2010, p. 290-316 (27 pages) (lire en ligne ),
- Masami Sugimori, « Narrative Order, Racial Hierarchy, and "White" Discourse in James Weldon Johnson's "The Autobiography of an Ex-Colored Man" and "Along This Way" », MELUS, vol. 36, no 3,‎ 2011, p. 37-62 (26 pages) (lire en ligne ),
- Robin Miskolcze, « Intertextual Links : Reading "Uncle Tom's Cabin" in James Wheldon Johnson's "The Autobiography of an Ex-Colored Man" », College Literature, vol. 40, no 1,‎ hiver 2013, p. 121-138 (18 pages) (lire en ligne ),
- Richard Hardack, « The Tragic Immigrant : Duality, Hybridity and the Discovery of Blackness in Mark Twain and James Weldon Johnson », ELH, vol. 82, no 1,‎ printemps 2015, p. 211-249 (39 pages) (lire en ligne ),
- Julie Anne Naviaux, « A Distinctly American Performance in James Weldon Johnson's "The Autobiography of an Ex-Colored Man" », CLA Journal, vol. 59, no 4,‎ juin 2016, p. 381-396 (16 pages) (lire en ligne ),
- Dennis Tyler Jr., « Jim Crow's Disabilities: Racial Injury, Immobility, and the "Terrible Handicap" in the Literature of James Weldon Johnson », African American Review, vol. 50, no 2,‎ été 2017, p. 185-201 (17 pages) (lire en ligne ),